# Gallinago nemoricola
La agachadiza del Himalaya (Gallinago nemoricola) es una especie de ave caradriforme de la familia Scolopacidae endémica de los Himalayas. Habita habitualmente en el norte de la India, Nepal, Bután y el sur de China. En invierno desciende a regiones de menor altitud del Himalaya, y es un huésped regular aunque en número reducido del norte de Vietnam. De igual manera aparece como divagante en el centro y sur de la India, Sri Lanka, Bangladés, Birmania, al norte de Tailandia y Laos.
La especie tiene un plumaje oscuro, tiene 28 a 32 cm de longitud, con un pico corto y de base amplia. Se cría en prados alpinos por encima de 3000 metros, trasladándose a altitudes más bajas en el invierno.
Esta especie está clasificada como vulnerable, con una población aproximada de 10 000 aves. Las principales amenazas para su existencia son la pérdida del hábitat y la caza. Se ha informado de su presencia en algunas áreas protegidas, entre ellas los parques nacionales de Langtang y Sagarmatha en Nepal.